# 오나가촌 (시즈오카현)
오나가촌(일본어: 大長村)은 일본 시즈오카현 중부, 시다군에 속했던 촌이다. 현재 시마다시 중심부에 북쪽으로 접해 있는 오이강 좌안 지역에 해당한다.

## 역사
- 1889년 4월 1일 - 정촌제 시행에 의해 시다군 오나가촌이 성립하였다.
- 1955년 1월 1일 - 로쿠고촌, 오쓰촌, 이쿠미촌의 일부와 함께 시마다시에 편입해, 동일 오나가촌은 페지되었다.

## 참고 문헌
- 角川日本地名大辞典 22 静岡県